# داني نيلسون
داني نيلسون (بالإنجليزية: Danny Nelson)‏ هو دراج أمريكي، ولد في 3 مايو 1975 في سيمي فالي في الولايات المتحدة.